# 마이 페이버릿 와이프
마이 페이버릿 와이프(My Favorite Wife)는 미국에서 제작된 가슨 카닌 감독의 1940년 코미디, 멜로/로맨스 영화이다. 아이린 던 등이 주연으로 출연하였다.

## 출연

### 주연
- 아이린 던
- 캐리 그랜트